# Gunnar Källström & Fridens Liljer
Gunnar Källström & Fridens Liljer är ett Göteborgsbaserat band som spelar en Django Reinhardtliknande visjazz. .
Bandets frontman Gunnar Källström (född 1967) är en låtskrivare, sångare och underhållare som lutar sig mot den burleska traditionen. Han slänger sig med ord och uttryck som "Fridens", "Du milde Jeremias", "Jägarns", "Ruska tupp" och "Tjo faderittan på Bohmans vind". 
Gunnar är också medlem i Idiotteatern, en grupp som blandar berättelser och underfundiga teaterinslag med musik, framför allt sånger av Dan Andersson och Allan Edwall i modernare tappning.
Övriga medlemmar i Fridens Liljer:
Dan Viktor Andersson – gitarr/munspel, Livet Nord – violin, Markus Ahlberg – trombon, Martin Olsson – sologitarr, Petter Ericsson – kontrabas, samt Johan Håkansson - trummor (fr o m 2010 ersatt av Mårten Magnefors)
Gunnar Källström har även gett ut tre album med gruppen De Praktiska Husgeråden, bestående av Martin Olsson, Mårten Magnefors, samt Gunnars son Olof Källström som gitarrist.

## Diskografi
- 2004 - Gunnar Källström och Fridens Liljer
- 2006 - Synd och Skam
- 2007 - Krumsprång
- 2009 - Prästens Kråka
- 2010 - 14 visor på fastande mage
- 2012 - Allt skägg är hö (med gruppen De Praktiska Husgeråden)
- 2013 - Fåglar med höjdskräck (sånger av Alf Cranner i svensk översättning)
- 2014 - Vintergäck (med gruppen De Praktiska Husgeråden)
- 2018 - Så in i väggen (med gruppen De Praktiska Husgeråden och Matti Ollikainen)